# Миколайчук, Иван Васильевич
Ива́н Васи́льевич Миколайчу́к (укр. Іван Васильович Миколайчук; 15 июня 1941 — 3 августа 1987) — советский украинский киноактёр, кинорежиссёр, сценарист, композитор. Заслуженный артист Украинской ССР (1968). Лауреат Национальной премии Украины имени Т. Г. Шевченко (1988 — посмертно).

## Биография
Родился 15 июня 1941 года в селе Чорторыя (ныне Черновицкой области Украины) в многодетной крестьянской семье одним из 13 детей.
В 1957 году окончил Черновицкое музыкальное училище, в 1961 году — театр-студию при Черновицком музыкально-драматическом театре имени О. Кобылянской.
29 августа 1962 года женился на актрисе того же театра Марии Карпьюк.
В 1965 году окончил киноактёрский факультет КГИТИ имени И. К. Карпенко-Карого (мастерская В. И. Ивченко).

Плакат фильма «Небылицы про Ивана» (1989)

Роли молодого Тараса Шевченко в фильме «Сон» и Ивана Палийчука в «Тенях забытых предков» принесли ему всеобщее признание. «Тени забытых предков» получили 39 международных наград, 28 призов на кинофестивалях (из них — 24 Гран-при) в 21 стране и вошли в Книгу рекордов Гиннеса.
С фильма «Белая птица с чёрной отметиной» (1971) началась новая страница в творчестве Миколайчука — помимо актёра, он становится ещё и сценаристом.
В фильме Бориса Ивченко «Пропавшая грамота» (1972) был не только исполнителем колоритной роли казака Василя, но и фактическим сорежиссёром. Работал над музыкальным оформлением фильма — картину сопровождали песни в исполнении трио «Золотые ключи» (Нина Матвиенко, жена Мария Миколайчук, Валентина Ковальская), в создании которого Иван Миколайчук сыграл не последнюю роль.
В 1979 году ему удалось воплотить в жизнь свою давнюю мечту — снять фильм «Вавилон XX» по роману Василия Земляка «Лебединая стая», в котором Миколайчук выступил сценаристом, режиссёром, актёром и даже композитором. В 1980 году картина получила приз «За лучшую режиссуру» на Всесоюзном кинофестивале в Душанбе.
Следующий фильм, «Такая поздняя, такая теплая осень» (1981), режиссёром которого был Миколайчук и сцены из которого то и дело переснимались по идеологическим соображениям, уже не имел такого успеха, как «Вавилон ХХ».
В 1983 году были написаны «Небылицы про Ивана», а в 1984 году режиссёр готовился к работе над фильмом по этому сценарию, но постановку «Небылиц…» разрешили только осенью 1986 года.
Умер от рака 3 августа 1987 года. Похоронен на Байковом кладбище в Киеве.

## Награды и премии

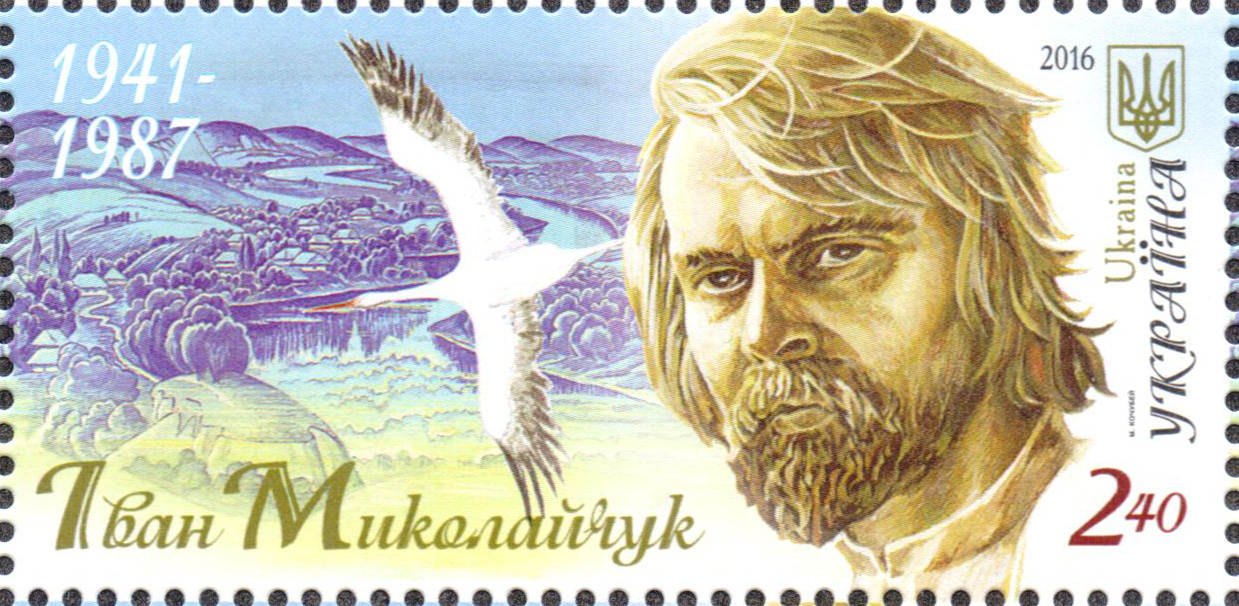
Украинская почтовая марка 2016 года с портретом Ивана Миколайчука

- Заслуженный артист Украинской ССР (1968)
- Премия Ленинского комсомола Украины имени Н. А. Островского (1967)
- Государственная премия УССР имени Т. Г. Шевченко (1988 — посмертно) — за исполнение ролей Тараса Шевченко, Ивана Палийчука, Давида Мотузки, Григория Громова, Петра Дзвонаря, Фабиана, Григора Корчака в фильмах «Сон», «Тени забытых предков», «Бурьян», «Комиссары», «Белая птица с чёрной отметиной», «Вавилон XX», «Такая поздняя, такая тёплая осень».

## Память

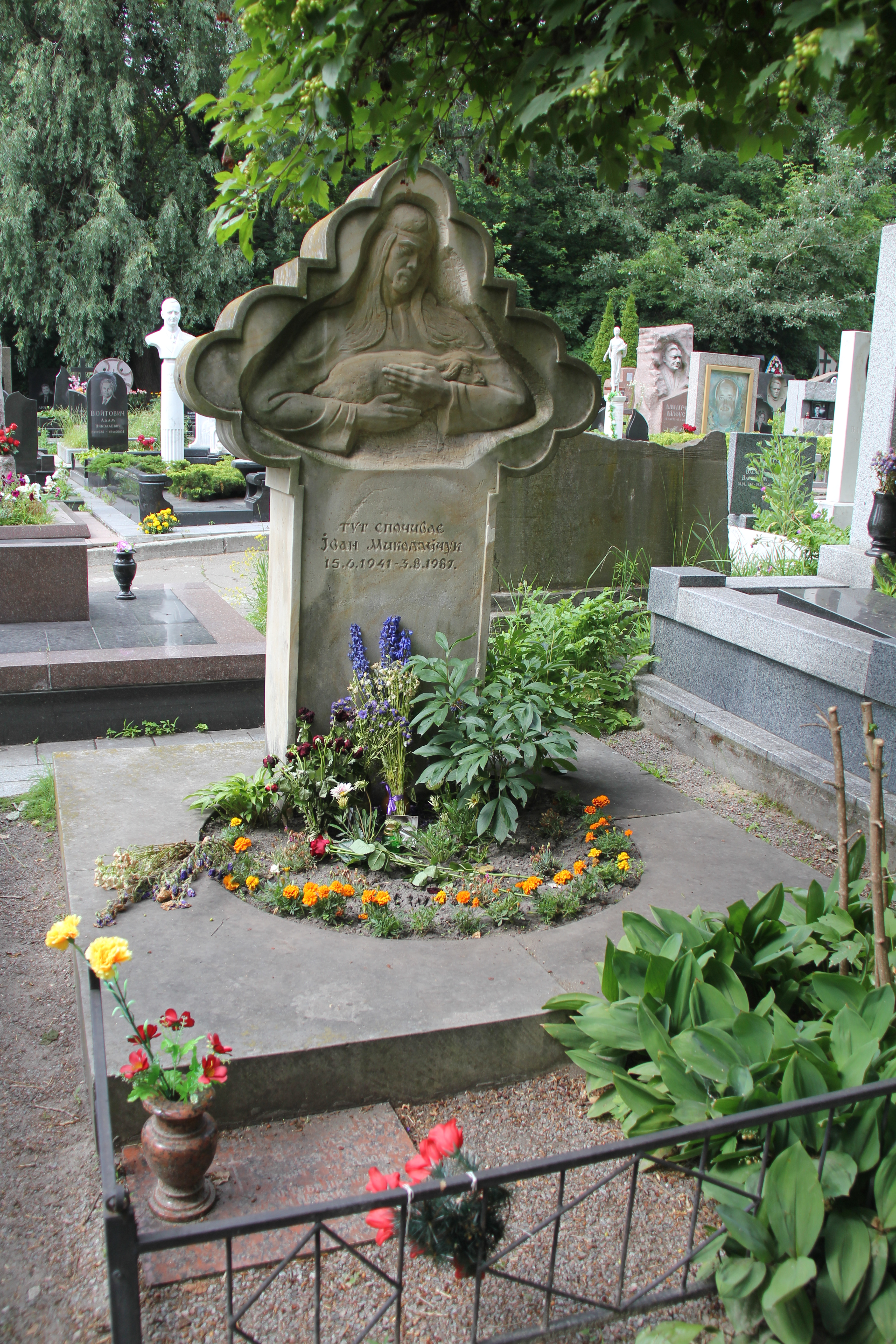
Каменный крест на могиле Ивана Миколайчука на Байковом кладбище

В честь Ивана Миколайчука названы улицы в Киеве, Львове, Полтаве, Ивано-Франковске, Кропивницком, Виннице, Коломые, Черновцах, Ковеле.
Жизни и творчеству актёра посвящена глава 19 цикла «Чтобы помнили» Леонида Филатова.

## Фильмография

### Актёр
1. 1964 — Сон — Тарас Шевченко
2. 1964 — Тени забытых предков — Иван Палийчук
3. 1965 — Гадюка — белогвардеец Брыкин[3]
4. 1966 — Бурьян — Давид Мотузка
5. 1967 — Две смерти (короткометражный)
6. 1967 — Киевские мелодии (короткометражный) — композитор
7. 1967 — Аннычка — Роман Дерич, жених Аннычки
8. 1967 — Каменный крест — Микола
9. 1967 — Разведчики — Виктор Курганов[3]
10. 1968 — 1969 — Освобождение — Савчук, сержант
11. 1968 — На Киевском направлении — Ондрей
12. 1968 — Ошибка Оноре де Бальзака — Левко, крепостной лакей графини Эвелины Ганской
13. 1970 — Комиссары — Григорий Громов
14. 1970 — Белая птица с чёрной отметиной — Пётр Дзвонарь, старший сын, коммунист
15. 1971 — Иду к тебе... — художник
16. 1971 — Лада из страны берендеев — Рей
17. 1971 — Захар Беркут — Любомир
18. 1972 — Наперекор всему — Иоко
19. 1972 — Пропавшая грамота — Казак Василь
20. 1973 — Повесть о женщине — писатель
21. 1973 — Когда человек улыбнулся — Алексей
22. 1973 — Про Витю, про Машу и морскую пехоту — Вакула
23. 1974 — Марина — дирижёр
24. 1975 — Волны Чёрного моря — Терентий, старший брат Гаврика
25. 1975 — Канал — Зайченко
26. 1976 — Тревожный месяц вересень — Гнат, юродивый-немой
27. 1978 — Море — Симохин
28. 1978 — Искупление чужих грехов — Русин
29. 1978 — Под созвездием Близнецов — член экипажа самолёта
30. 1979 — Вавилон XX — Фабиан
31. 1981 — Лесная песня. Мавка — Лесовик / Дядько Лев (роль озвучил актёр Павел Морозенко)
32. 1981 — Такая поздняя, такая тёплая осень — Григор Корчак
33. 1982 — Возвращение Баттерфляй — Антон Крушельницкий
34. 1983 — Легенда о княгине Ольге — князь Владимир Святославич
35. 1983 — Миргород и его обитатели — Курочка
36. 1986 — Жменяки
37. 1986 — На острие меча — Турчин, генерал (последняя работа в кино. Роль озвучил актёр Виталий Дорошенко)

### Режиссёр
1. 1979 — Вавилон XX
2. 1981 — Такая поздняя, такая тёплая осень

### Сценарист
1. 1970 — Белая птица с чёрной отметиной
2. 1974 — Мечтать и жить
3. 1977 — Бирюк
4. 1978 — Под созвездием Близнецов
5. 1979 — Вавилон XX
6. 1981 — Такая поздняя, такая тёплая осень
7. 1986 — И в звуках память отзовется…
8. 1989 — Небылицы про Ивана

### Композитор
1. 1970 — Белая птица с чёрной отметиной
2. 1979 — Вавилон XX